# Sonic Youth (album)
Pour les articles homonymes, voir Sonic (homonymie).
Albums de Sonic Youth
Confusion Is Sex
(1983)
Sonic Youth est le premier EP du groupe du même nom, Sonic Youth. Il est sorti en 1982 sur les labels Neutral et Zensor. L'album a été réédité en 1987 par le label SST Records et sera à nouveau réédité début 2006 par Geffen. Le titre I Dreamed I Dream est apparu sur la compilation Screaming Fields of Sonic Love.

Le disque a été réédité en 2006 chez Geffen avec, en bonus, un live introuvable auparavant et un inédit, Where The Red Fern Grows, qui est en fait une première version de I Dreamed I Dream.

## Titres
1. The Burning Spear - 3:28
2. I Dreamed I Dream - 5:12
3. She is Not Alone - 4:06
4. I Don't Want to Push It - 3:35
5. The Good and the Bad - 7:55

### Titres supplémentaires de la réédition CD
1. Hard Work - 3:19
2. Where The Red Fern Grows - 5:47
3. The Burning Spear - 3:23
4. Cosmopolitan Girl - 3:35
5. Loud and Soft - 6:48
6. Destroyer - 5:32
7. She Is Not Alone - 3:29
8. Where the Red Fern Grows - 6:45

Les titres 6 à 12 proviennent d'un enregistrement live (Music for Millions Festival au New Pilgrim Theatre, New York ; 18 septembre 1981).

Le titre 13 est un enregistrement studio datant d'octobre 1981.

## Composition du groupe
- Kim Gordon - Basse/Chant
- Thurston Moore - Guitare/Chant
- Lee Ranaldo - Guitare/Chant
- Richard Edson - Batterie